# Carlos Corberán
 (août 2025).
Si vous disposez d'ouvrages ou d'articles de référence ou si vous connaissez des sites web de qualité traitant du thème abordé ici, merci de compléter l'article en donnant les références utiles à sa vérifiabilité et en les liant à la section « Notes et références ».
Carlos Corberán, né le 7 avril 1983 à Cheste (Espagne), est un footballeur espagnol évoluant au poste de gardien reconverti comme entraîneur,.

## Biographie
Né dans la région de Valence et ayant fait ses classes en jeune au club de Mestalla,[réf. souhaitée] il prend les commandes du club Che en décembre 2024, à la suite des mauvais résultats de l'équipe sous les ordres de Rubén Baraja. Le club alors dans la zone rouge du classement, s'impose 2-1 face au Real Madrid au Santiago-Bernabeu à la grande surprise générale et enchaîne alors les bons résultats, permettant au club de Mestalla de se rapprocher des places européennes en fin de saison en finissant à la douzième place. Il est reconduit pour la saison suivante suite aux bons résultats du club. 
Pour la saison 2025-2026, le coach Valencian insiste pour la venue de Baptiste Santamaria et la prolongation de Javi Guerra et César Tárrega.